# مانوئل کاندامو
مانوئل کاندامو (انگلیسی: Manuel Candamo؛ ۱۴ ژوئیهٔ ۱۸۴۱ – ۷ مهٔ ۱۹۰۴) یک سیاست‌مدار اهل پرو و از سپتامبر ۱۹۰۳ تا مه ۱۹۰۴ رئیس‌جمهور این کشور بود.